# تانغ سارخ جاندارمري
تانغ سارخ جاندارمري (بالفارسية: پاسگاه ژاندارمري تنگ سرخ) هي قرية في قسم سررود الجنوبي الريفي (مقاطعة بوير احمد) في المنطقة الوسطى من مقاطعة بوير أحمد كهكيلويه وبوير أحمد (محافظة)، إيران. في إحصاءات عام 2006 ، كان عدد سكانها 115 في 23 أسرة.